# Companhia Paulista de Trens Metropolitanos
La Companhia Paulista de Trens Metropolitanos, acronimo CPTM, è una compagnia ferroviaria brasiliana di trasporto metropolitano e suburbano di proprietà del Dipartimento di Stato per i trasporti metropolitani di San Paolo. È stata fondata il 28 maggio 1992 da diverse ferrovie già operative nella Regione Metropolitana di San Paolo.
CPTM gestisce 57 stazioni su cinque linee per una lunghezza totale di 199 chilometri. Trasporta circa 2 milioni di passeggeri al giorno. Il 7 dicembre 2018, CPTM ha stabilito un record di passeggeri nei giorni feriali con 3.221.035 corse.

## Storia

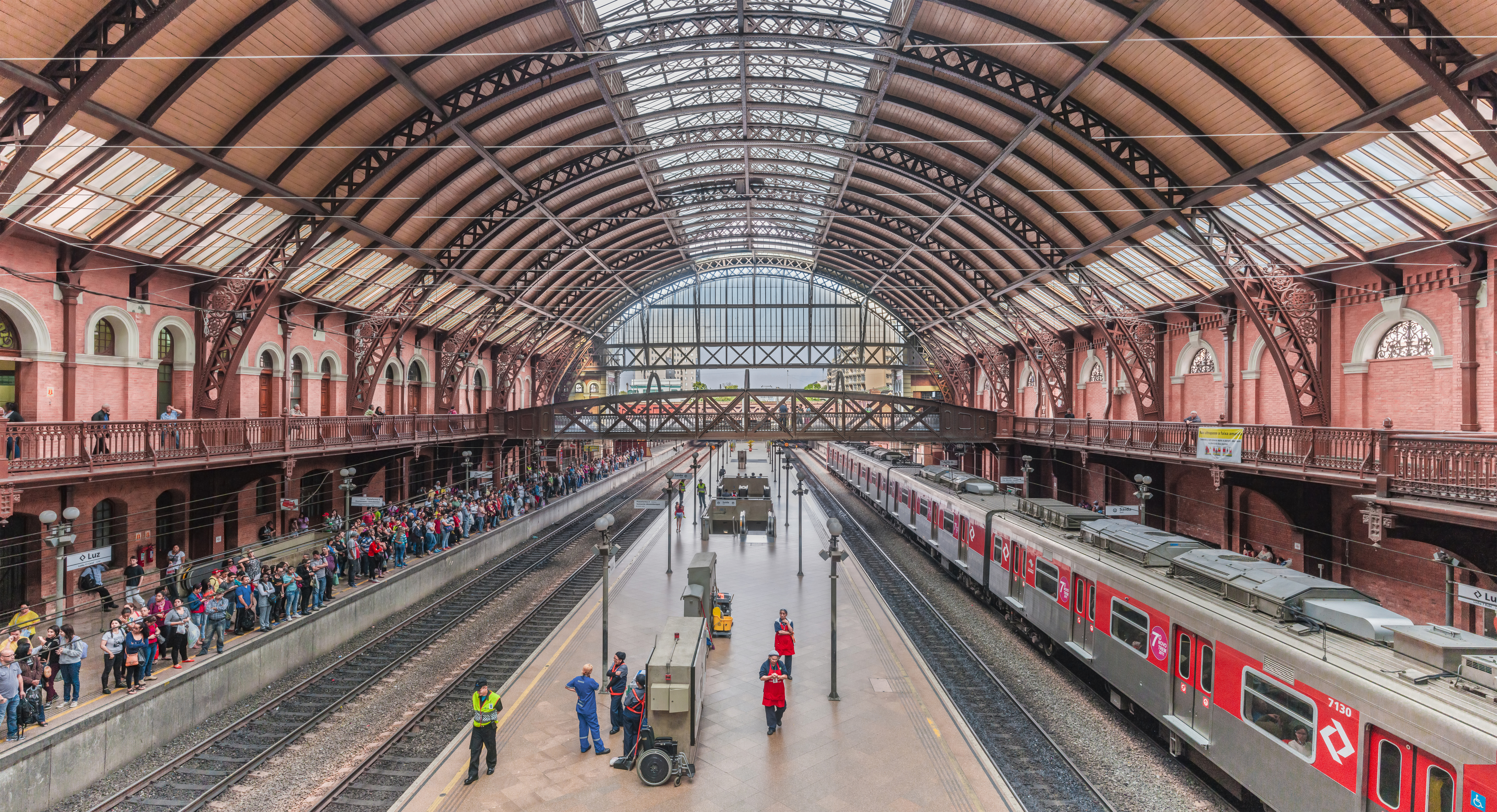
L'interno della stazione di Luz.

La maggior parte delle ferrovie ora gestite da CPTM furono costruite tra il 1860 e il 1957 dalla São Paulo Railway (linee 7 e 10), dalla Estrada de Ferro Sorocabana (linee 8 e 9) e dalla Estrada de Ferro Central do Brasil (linee 11 e 12). Queste ferrovie furono infine fuse nella statale Rede Ferroviária Federal (RFFSA) nel 1957 e nella Ferrovia Paulista SA (FEPASA) nel 1971. Nel 1992 i tratti urbani di RFFSA e FEPASA si fusero, formando CPTM.
Tra la fine degli anni '90 e l'inizio degli anni 2000, CPTM ha avviato la riconversione di alcune tratte urbane per fornire un servizio simile a quello metropolitano e meglio integrarsi con la metropolitana di San Paolo. La maggior parte delle stazioni in cui sono stati ricostruiti o modernizzati e sono stati acquistati nuovi treni, consentendo l'avanzamento delle linee fino a quattro minuti in alcune linee. Questa esperienza è iniziata sulla Linea E nel 2000, nel tratto noto come "East Express", che serve l'estremità est di San Paolo e corre parallela alla Linea 3 - Rossa.
Il proposto progetto ferroviario regionale Trens Intercidades sta prendendo in considerazione l'utilizzo dei binari della linea 7 per fornire il servizio alle città vicine di Jundiaí, Campinas e Americana.
Nel 2018, CPTM ha aperto al traffico la Linea 13, la prima linea completamente costruita e gestita dall'azienda. Questa tratta collega la linea 12 all'aeroporto internazionale di San Paolo-Guarulhos con uno speciale servizio espresso che la unisce alla stazione centrale di Luz, mentre un altro servizio la collega alla stazione di Brás. Entrambi operano solo su orari specifici.

## Servizi
CPTM gestisce cinque linee, ciascuna identificata da un numero e da un colore. La maggior parte di queste linee corre su binari di superficie esistenti che proseguono fuori dalla Grande San Paolo come linee merci interurbane MRS Logística e condividono il diritto di precedenza rispetto ai treni merci. I tratti esterni meno utilizzati di diverse linee hanno passaggi a livello.
Il servizio passeggeri inizia tutti i giorni alle 4 del mattino e termina a mezzanotte. Il sabato il trasporto è prolungato fino all'una di notte.
L'azienda addebita una tariffa fissa che può essere pagata con il biglietto magnetico venduto nelle stazioni o con una smartcard ricaricabile e garantisce l'accesso a tutte le linee ferroviarie della Grande San Paolo, comprese le linee gestite dalla metropolitana di San Paolo.

## Linee
| Linea    | Colore   | Capolinea                                | Lunghezza | Stazioni | Passeggeri giornalieri (Apr 2019) |
| -------- | -------- | ---------------------------------------- | --------- | -------- | --------------------------------- |
| Linea 7  | Rubino   | Brás ↔ Jundiaí                           | 62.7 km   | 19       | 473,400                           |
| Linea 10 | Turchese | Brás ↔ Rio Grande da Serra               | 34.9 km   | 14       | 391,000                           |
| Linea 11 | Corallo  | Luz ↔ Estudantes                         | 50.8 km   | 16       | 752,800                           |
| Linea 12 | Zaffiro  | Brás ↔ Calmon Viana                      | 38.8 km   | 13       | 272,000                           |
| Linea 13 | Giada    | Engenheiro Goulart ↔ Aeroporto–Guarulhos | 12.2 km   | 3        | 13,300                            |

### Espansione
| Linea    | Colore  | Capolinea                   | Lunghezza | Stazioni | Status           |
| -------- | ------- | --------------------------- | --------- | -------- | ---------------- |
| Linea 11 | Corallo | Luz ↔ Palmeiras-Barra Funda | 3.6 km    | 1        | In costruzione   |
| Linea 12 | Zaffiro | Calmon Viana ↔ Suzano       | 2.6 km    | 1        | In progettazione |

### Express services
| Linea    | Colore                                               | Capolinea                                       | Lunghezza | Stazioni |
| -------- | ---------------------------------------------------- | ----------------------------------------------- | --------- | -------- |
| Linea 13 | Giada (Airport Express)                              | Luz ↔ Aeroporto-Guarulhos                       | 28.3 km   | 4        |
| Linea 10 | Turchese (Line 10 Express/Line 10 Education Express) | Tamanduateí ↔ Prefeito Celso Daniel-Santo André | 9.2 km    | 3        |
| Linea 10 | Turchese (Line 10+ Express)                          | Luz ↔ Prefeito Celso Daniel-Santo André         | 17.7 km   | 5        |
| Linea 7  | Service 710                                          | Jundiaí ↔ Rio Grande da Serra                   | 101.7 km  | 32       |
| Linea 10 | Service 710                                          | Jundiaí ↔ Rio Grande da Serra                   | 101.7 km  | 32       |